# Projekt 667B
Projekt 667B, mit dem Decknamen Murena (russisch Мурена, dt.: Muräne), war eine Klasse sowjetischer U-Boote mit ballistischen Raketen. Sie wurde von der NATO als Delta-Klasse bezeichnet. Projekt 667B bildete die technische Grundlage für die nachfolgenden Projekte 667BD, 667BDR und 667BDRM.

## Planung und Bau
Nachdem die U-Boote des Projektes 667A nicht geeignet waren, moderne Interkontinentalraketen mit größeren Reichweiten unterzubringen und einzusetzen, beschloss die sowjetische Führung, eine neue Klasse von U-Booten zu bauen. Der Einsatz dieser Waffen mit ihrer vergrößerten Reichweite erschien auch deshalb zwingend notwendig, um die Träger-U-Boote vor dem Start der Raketen aus Gewässern, die von NATO-U-Jagd-Verbänden kontrolliert wurden, fernzuhalten.
Auf diese Weise sollte die Zweitschlagkapazität der Sowjetunion sichergestellt werden, da Verbände der NATO so die Raketen-U-Boote im Falle eines Krieges nicht würden zerstören können, bevor diese ihre Waffen zu einem Vergeltungsschlag einsetzen konnten. Anders als noch bei den Booten des Projekts 667A konnten die neuen U-Boote so nicht mehr ausschließlich nach einem abgeschlossenen Atomangriff auf das eigene Land den klassischen Zweit- oder Vergeltungsschlag führen, sondern schon in einem laufenden nuklearen Schlagabtausch die übrigen Kräfte der Sowjetunion und ihrer Verbündeten direkt unterstützen, um den Ausgang des Konfliktes zu deren Gunsten zu beeinflussen.
Ab 1963 war der Komplex D-9 für den Raketeneinsatz von U-Booten entwickelt worden, das eine Reichweitensteigerung um das Dreifache des bisherigen Wertes erlauben sollte. 1965 genehmigte man den Bau eines neuen U-Boot-Typs mit dem Komplex. Die Planungen für Projekt 667B wurden vom Entwicklungsbüro Rubin durchgeführt und waren abgeschlossen, bevor die R-29-Rakete einsatzbereit war, so dass man sie implementieren musste, als der Bau der ersten Projekt-667B-Boote auf den Werften in Sewerodwinsk und Komsomolsk am Amur bereits begonnen hatte.

## Technik

### Rumpf

Zeichnung der Steuerbordansicht von Projekt 667B. Der charakteristische Buckel des Raketendecks fällt nicht in einer durchgehenden Linie, wie bei den Nachfolgeklassen, zum Heck ab, sondern wird an der Stelle durch eine Zwischenstufe unterbrochen, an der sich die Luke für die Schleppantenne befindet.

Projekt 667B war 139 Meter lang und mit einer doppelten Hülle für den Druckkörper ausgeführt, so dass die Boote resistenter gegen Schäden waren als ihre westlichen Gegenstücke. Die 13 Meter langen und 30 Tonnen schweren Raketen wurden in zwei Reihen zu je sechs Silos untergebracht. Wie beim Vorgängermodell Projekt 667A erschien es am sinnvollsten, die schwere Raketenabteilung in der Mitte der Boote hinter dem Turm zu positionieren. Die Abmessung der Interkontinentalraketen zwang die Architekten von Projekt 667B, den eigentlichen Druckkörper im Querschnitt nicht mehr rund wie bei Projekt 667A, sondern ellipsoid auszuführen und das ursprünglich gleiche Verhältnis von Breite zu Höhe zugunsten einer größeren Höhe zu verschieben. Dennoch ragten die Raketenschächte deutlich über den Druckkörper hinaus, so dass sie in einem Buckel hinter dem Turm zusammengefasst werden mussten, der das charakteristische Erscheinungsbild der Boote entscheidend prägte.
Der Druckkörper selbst unterteilte sich in zehn wasserdicht verschließbare Abteilungen:
- 1: Torpedoraum mit Torpedorohren, Reservetorpedos, vordere Ausstiegsluke, erster Batteriesatz, Steuergeräte für das Sonarsystem
- 2: Unterkünfte auf zwei Decks und zweiter Batteriesatz auf dem dritten Deck
- 3: Zentrale mit Steuerinstrumenten, Funkraum und Zugang zum Turm
- 4: Raketenabteilung 1 mit acht Raketensilos
- 5: Raketenabteilung 2 mit vier Raketensilos und Pumpensystemen für Raketentreibstoff
- 6: Technische Abteilung mit Tanks für Dieseltreibstoff
- 7: Reaktorabteilung mit den beiden hintereinander positionierten WM-Reaktoren
- 8: vordere Maschinenabteilung mit Turbinen, Kondensatoren, Elektromotoren
- 9: hintere Maschinenabteilung mit Turbinen, Kondensatoren, Elektromotoren
- 10: Heckraum mit hinterer Ausstiegsluke, Zugangsschleuse, Rudermaschine für die Heckruder und Auslöser für die Notfallboje

### Antrieb
Hauptenergiequelle von Projekt 667B war, wie schon bei Projekt 667A, der OK-700-Reaktorkomplex mit zwei WM-4B-Druckwasserreaktoren. Die beiden Reaktoren leisteten 180 MW thermische Energie, mit der Dampf erzeugt wurde, der zwei GTSA-Turbinen antrieb. Die Turbinen konnten je bis zu 20.000 PS (14.710 kW) auf die beiden Wellen übertragen, die das U-Boot mit 25 Knoten Spitzengeschwindigkeit über die beiden Propeller im Tauchbetrieb vorwärts bewegten. Zwei DG-460-Dieselmotoren konnten alternativ je 460 kW Antriebsenergie zur Verfügung stellen, indem sie Dieseltreibstoff mit Luftsauerstoff verbrannten. Dazu stand, bei nuklear betriebenen U-Booten eher ungewöhnlich, auch ein Schnorchel zur Verfügung.
Beide Energiequellen konnten über einen Generator auch die Bleiakkumulatoren im Rumpf aufladen.

### Reichweite
Projekt 667B unterlag durch seinen nuklearen Antrieb keinen Reichweitenbeschränkungen mehr. Lediglich die mitgeführten Vorräte an Nahrungsmitteln und Verbrauchsgütern für die Besatzung begrenzten die Einsatzdauer der Boote auf geschätzte 80 Tage.

### Bewaffnung
Die offensive Hauptbewaffnung von Projekt 667B bestand aus zwölf R-29-Interkontinentalraketen, die gemeinsam mit ihren Kontrollsystemen den D9-Raketenkomplex bildeten. Der D-9-Komplex beinhaltete ein Computersystem vom Typ „Alpha“, das die Starteinstellungen automatisch an die Waffen übertrug und erstmals ein Autorisierungssystem einschloss, das den Start einer Rakete nur dann zuließ, wenn eine entsprechende Freigabe vom Oberkommando an das Boot übermittelt wurde. Alle zwölf Raketen konnten dann in kurzer Folge aus bis zu 55 Metern Wassertiefe gestartet werden und je einen nuklearen Gefechtskopf mit 800 kT Sprengkraft bis zu 7.700 km weit transportieren. Weiterhin trug die Rakete eine Reihe von Täuschkörpern in der zweiten Stufe der Antriebssektion, die bei deren Abbrennen freigesetzt wurden, sich auffalteten und so Radarechos produzierten, die einen Gegner von der echten Rakete ablenken sollten.
Nach einigen Jahren im Dienst erhielten einige Boote während ihrer turnusmäßigen Instandsetzung den verbesserten D-9D Komplex.
Zur Selbstverteidigung trug jedes Boot vier Bugtorpedorohre im Kaliber 533 mm und zwei im Kaliber 400 mm. 16 Torpedos für die 533-mm-Rohre und vier 400-mm-Waffen konnten an Bord mitgeführt werden. Die 533-mm-Torpedomodelle SET-65, SAET-60, 53-65K oder 53-65M konnten neben dem 400-mm-SET-40 eingesetzt werden.

### Sensoren und Kommunikationssysteme
Projekt 667B war mit einem Almas-B-Gefechtsinformationssystem, einem Tobol-B-Navigationssystem und einem Molnija-L-Kommunikationssystem ausgerüstet.
Das Sonarsystem auf Projekt 667B wurde von Projekt 667A übernommen, war zwischen 1960 und 1963 entwickelt worden, und trug den Decknamen „Kertsch“ und die Kennung MGK-100. Die zylindrischen Empfangs- und Sendeantennen der Anlage waren unter- und oberhalb der Bugtorpedorohre installiert.
Am Turm waren ein MT-70-8- und ein PSNG-8M-Periskop installiert, hinzu kam ein Periskop für die Astronomische Navigation und ein radiometrischer Sextant vom Typ „Saiga“ (NATO: Cod Eye).
Projekt 667B war mit einem ausfahrbareren Radarsensor vom Typ MRK-50 „Kaskad“ (NATO: Snoop Tray 2), kombiniert mit einem MRK-57 „Korma“, zur Suche nach Oberflächenkontakten ausgerüstet, das im X-Band arbeitete. Zusätzlich war ein System zur Freund-Feind-Erkennung vom Typ „Nichrom-M“ installiert.
Auf dem Turm befand sich unmittelbar hinter der Brückenwache der ausfahrbare Mast mit dem Sensor „Sintes“ (NATO: Pert Spring) für das Navigationssystem „Tobol-B“.
Ein ausfahrbarer Mast mit einem ESM-Sensor Typ MRP-21 „Saliw-P“ (NATO: Brick Pulp) war an der hinteren Turmkante installiert.
Projekt 667B verfügte über mehrere redundante Kommunikationssysteme, die Kontakt zum Hauptquartier und befreundeten Kräften erlaubten. Dazu waren mehrere Sendeantennen für Funkkommunikation auf dem Turm installiert und eine Empfangsantenne (NATO: Park Lamp) konnte Meldungen auf Langwelle und Längstwelle empfangen.
Für die Langreichweitenkommunikation in getauchtem Zustand auf extrem niedriger Frequenz besaßen die Boote eine Schleppantenne des Typs „Parawan“. Diese Antenne konnte von einer Winde abgewickelt werden, die sich unmittelbar hinter den Raketenschächten befand. Die Winde war unter einer Luke zwischen Druckkörper und Außenhülle montiert und konnte die Antenne freisetzten, die, von einem kleinen Schwimmkörper in der Schwebe gehalten, hinter dem Boot hergeschleppt werden konnte.

## Entsorgung
Die Entsorgung der Boote des Projekts 667B setzte sich aus drei Arbeitsschritten zusammen: Dem Sichern und Einlagern der Reaktorsektion, der Verschrottung der Boote und, sofern von den START-Abrüstungsverträgen verlangt, dem Unbrauchbarmachen der Raketenstartvorrichtung. Die Arbeiten wurden zunächst von der Sowjetunion und später von Russland als Verpflichtung aus den START-Verträgen finanziert, jedoch auch im Rahmen des Cooperative-Threat-Reduction-(CTR)-Programms von den USA finanziell unterstützt. Die Arbeiten werden für Boote der Nordflotte von der „Nerpa“- und der „Swjosdotschka“-Werft durchgeführt. Die Boote der Pazifikflotte werden von der „Swesda“-Werft verschrottet.

## Einheiten
Zwei sowjetische Werften bauten insgesamt 18 U-Boote des Projekts 667B. Dies waren Werft 402 „Sewmasch“ in Sewerodwinsk und Werft 199 in Komsomolsk am Amur. Wegen der ständig steigenden Abmessungen der U-Boote mit ballistischen Raketen und der Lage der Werft an einem Fluss war Projekt 667B die letzte sowjetische SSBN-Klasse, die auf Werft 199 produziert werden konnte.

### K-279
K-279, mit der Baunummer 310, wurde am 30. März 1970 in Sewerodwinsk auf Kiel gelegt und lief am 20. Dezember 1971 vom Stapel. Es wurde der Nordflotte zugeteilt und war zunächst für zahlreiche Tests des neuen Raketensystems eingesetzt. Eine im Juli 1977 vom Boot gestartete R-29-Rakete explodierte nach dem Start infolge eines Fabrikationsfehlers. 1984 kollidierte das Boot in 197 Metern Tiefe bei 7 Knoten Fahrt mit einem Eisberg. Der obere Teil des Bugs wurde eingedrückt und K-279 konnte von der Besatzung erst bei 287 Metern Tiefe abgefangen werden. Am 12. März 1994 wurde das Boot außer Dienst gestellt und 2002 von der „Swjosdotschka“-Werft abgewrackt.

### K-447
Das Boot wurde am 18. März 1971 in Sewerodwinsk mit der Baunummer 311 auf Kiel gelegt und lief am 31. Dezember 1972 vom Stapel. Es wurde der Nordflotte zugeteilt. Zwischen 1974 und 1975 führte es eine 78 Tage andauernde Patrouille durch. Am 11. Dezember 1975 war das Boot nahe der Werft vertäut und wartete auf die Entmagnetisierung des Rumpfes. Ein schwerer Sturm riss K-447 los und das Boot trieb vom Werftanleger in den Kanal in Richtung offener See. Beim Versuch, das Boot zu sichern, wurden sechs Seeleute, die als Festmacher auf dem Vorschiff eingesetzt waren, von einer Welle erfasst und über Bord gespült. Sie konnten am nächsten Tag nur noch tot geborgen werden. Das Boot nahm in der Folge an zahlreichen Übungen teil und führte mehrere Raketenstarts durch. Es erhielt im Jahr 2000 den Zusatznamen Kislowodsk, führte 2002 seinen letzten Einsatz durch und wurde 2004 außer Dienst gestellt. Die Verschrottung begann noch im gleichen Jahr.

### K-450
K-450 wurde unter der Baunummer 312 am 30. Juli 1971 in Sewerodwinsk auf Kiel gelegt und lief am 15. April 1973 vom Stapel. Es leistete seinen Dienst in der Nordflotte. 1983 wurde sein Raketensystem auf den Komplex D-9D modernisiert. 1993 wurde K-450 außer Dienst gestellt und 1999 abgewrackt.

### K-385
Das Boot mit der Baunummer 324 wurde am 20. Oktober 1971 in Sewerodwinsk auf Kiel gelegt und lief am 18. Juni 1973 vom Stapel. Es wurde in der Marinebasis Gadschijewo der Nordflotte stationiert. Am 30. November 1994 wurde es außer Dienst gestellt und 2003 auf der „Swjosdotschka“-Werft abgewrackt.

### K-457
K-457 wurde am 31. Dezember 1971 in Sewerodwinsk mit der Baunummer 325 auf Kiel gelegt und lief am 25. August 1973 vom Stapel. Sie nahm an während ihrer Dienstzeit mehreren Übungen der Nordflotte teil. Am 10. Dezember 1986 wurde sie von der Kalininsk gerammt und musste für Notreparaturen die Werft anlaufen. 1999 wurde sie außer Dienst gestellt und im Jahr 2000 verschrottet.

### K-465
Das Boot wurde unter der Baunummer 326 am 22. März 1972 in Sewerodwinsk auf Kiel gelegt und lief am 2. Dezember 1973 vom Stapel. Sie gehörte zur Nordflotte. Sie kollidierte am 9. April 1982 während einer Tauchfahrt in 99 Metern Tiefe mit einem unbekannten Objekt und war nach Reparaturen erst Mitte 1983 wieder einsatzbereit. 1994 wurde sie außer Dienst gestellt und im Jahr 2000 verschrottet.

### K-460
K-460 wurde am 5. Juni 1972 in Sewerodwinsk mit der Baunummer 337 auf Kiel gelegt und lief am 7. Februar 1974 vom Stapel. Nach einer Raketenfehlfunktion auf K-279 wurde 1977 unter anderem K-460 ausgewählt, um einen Raketenstart durchzuführen und einen Konstruktionsfehler der Waffe auszuschließen. 1988 schrammte das Boot in 25 Metern Tiefe mit dem Turm an einer Eisdecke entlang und riss sich eine seiner Antennen ab. Der Dienst von K-460 in der Nordflotte endete 28. März 1998. Das Boot wurde 2000 auf Abwrackwerft „Nerpa“ verschrottet.

### K-472
Das Boot mit der Baunummer 338 wurde am 10. August 1972 Sewerodwinsk auf Kiel gelegt und lief am 26. April 1974 vom Stapel. Das Boot fuhr während seiner Dienstzeit bei der Nordflotte insgesamt sieben Langstreckenpatrouillen und führte mehrere Raketenstarts durch. Es wurde 1995 außer Dienst gestellt und im Jahr 2000 von der „Swjosdotschka“-Werft abgewrackt.

### K-475
K-475 mit der Baunummer 339 wurde am 17. Oktober 1972 in Sewerodwinsk auf Kiel gelegt und lief am 25. Juni 1974 vom Stapel. Das Boot wurde der Nordflotte zugeteilt. Während einer Patrouille rammte es bei einer Tauchfahrt am 19. Mai 1988 einen Eisberg in rund 50 Metern Tiefe und wurde am Bug beschädigt. Es wurde 1995 außer Dienst gestellt und 2000 auf der „Swjosdotschka“-Werft verschrottet.

### K-171
Das Boot mit der Baunummer 340 wurde am 24. Januar 1973 in Sewerodwinsk auf Kiel gelegt und lief am 4. August 1974 vom Stapel. Es wurde zunächst der Nordflotte zugeteilt, aber schon 1976 zur Pazifikflotte versetzt. Am 28. Dezember 1978 kam es im Heimathafen bei Wartungsarbeiten im Reaktorraum zu einem Zwischenfall, als sich durch Unachtsamkeit mehrere hundert Liter Wasser über das Gehäuse des abgeschalteten Reaktors ergossen. Der verantwortliche Offizier beschloss, das Ereignis vor seinen Vorgesetzten zu verheimlichen. Er ließ den Reaktor anfahren um durch die dann steigende Temperatur der Reaktorhülle das Wasser einfach verdampfen zu lassen. Als nichts geschah, betrat er mit zwei weiteren Seeleuten die Reaktorkammer, um nachzusehen. Der mittlerweile durch das verdampfende Wasser erhöhte Luftdruck in der Kammer machte es unmöglich, das Schott zum Raum von innen wieder zu öffnen, so dass alle drei durch die hohen Temperaturen im Reaktorraum getötet wurden. K-171 wurde am 28. März 1995 außer Dienst gestellt und ab 1999 von der Werft „Stern“ bei Bolschoi Kamen verschrottet.

### K-366
Das Boot wurde am 6. März 1973 als erstes der Klasse in Komsomolsk am Amur mit der Baunummer 221 auf Kiel gelegt und lief am 8. Juni 1974 vom Stapel. Es wurde der Pazifikflotte in Wiljutschinsk zugewiesen und führte mehrere Patrouillen durch, bevor es 28. September 1993 außer Dienst gestellt wurde.

### K-417
K-417 wurde mit der Baunummer 222 am 9. Mai 1974 in Komsomolsk am Amur auf Kiel gelegt und lief am 6. Mai 1975 vom Stapel. Es gehörte zur Pazifikflotte und war in Wiljutschinsk stationiert. Nach seiner Außerdienststellung am 12. Januar 1995 wurde es 1998 von der Werft „Stern“ bei Bolschoi Kamen verschrottet.

### K-477
Das Boot wurde am 5. Dezember 1974 in Komsomolsk am Amur unter der Baunummer 223 auf Kiel gelegt und lief am 13. Juli 1975 vom Stapel. Kurz nach seiner Indienststellung bei der Pazifikflotte führte K-477 einen Raketenstart mit einem Übungssprengkopf aus Silo Nummer 12 durch und sollte nun eine Rakete mit nuklearem Sprengkopf als Ersatz erhalten. Kurz nach dem Abschluss dieses Beladevorgangs im September 1977 kam es durch menschliches Versagen zu einem Schaden an der Antriebssektion der Atomrakete, bei dem Raketentreibstoff auslief und sich entzündete. Das Feuer konnte mit Bordmitteln nur schwer erreicht und nicht gelöscht werden und da man befürchtete, ein unkontrollierter Triebwerksstart könnte eintreten und die Rakete so möglicherweise abheben, ließ der Kommandant K-447 mit voller Fahrt auslaufen, um das Feuer durch einen Tauchgang zu ersticken. Das amerikanische Verteidigungsministerium wurde sicherheitshalber informiert, aber die Rakete hob nicht etwa ab, stattdessen explodierte Stunden später, am 8. September, ihre Antriebssektion im Silo und der Kernsprengkopf wurde über Bord geschleudert. Der Sprengkopf wurde später aus etwa 50 Metern Tiefe geborgen und K-477 repariert. Das Boot war im nächsten Jahr wieder einsatzbereit, kollidierte aber während einer Übung mit K-171 und wurde erneut beschädigt. Nach einer erneuten Reparatur wurde K-477 wieder in Dienst gestellt. Am 28. März 1995 stellte man das Boot schließlich außer Dienst und sah es zur Verschrottung vor.

### K-497
K-497 mit der Baunummer 224 wurde am 19. März 1974 in Komsomolsk am Amur auf Kiel gelegt und lief am 29. April 1976 vom Stapel. Das Boot leistete seinen Dienst in der Pazifikflotte und wurde am 28. März 1995 außer Dienst gestellt und zur Verschrottung vorgesehen.

### K-500
Das Boot wurde am 25. Juli 1975 in Komsomolsk am Amur auf Kiel gelegt und lief am 14. Juli 1976 vom Stapel. Seine Modernisierung auf den neuen Raketenkomplex D-9D begann 1985 und fiel in die Zeit des Zusammenbruchs der Sowjetunion, so dass sie nicht vor 1994 abgeschlossen war. Im Januar 2003 wurde eine Anlage zum Entladen von Brennstäben auf dem Betriebsgelände der „Swesda“-Werft mit der Arbeit an K-500, Rumpfnummer 225, in Betrieb genommen.
Auch wenn nach anderen Quellen das Boot erst 2004 außer Dienst gestellt wurde, markieren diese Arbeiten das Ende der Dienstzeit des Bootes.

### K-512
K-512 wurde am 21. Januar 1976 in Komsomolsk am Amur unter der Baunummer 226 auf Kiel gelegt und lief am 26. September des Jahres vom Stapel. Es wurde der Pazifikflotte zugeteilt und erhielt 1988 den Zusatznamen 70 Jahre Komsolsk, der nach dem Zerfall der Sowjetunion 1992 wieder abgelegt wurde. Am 28. März 1995 wurde das Boot außer Dienst gestellt und zur Verschrottung vorgesehen.

### K-523
Das Boot wurde mit der Baunummer 227 am 1. Juli 1976 in Komsomolsk am Amur auf Kiel gelegt und lief am 3. Mai 1977 vom Stapel. Es wurde zwischen 1985 und 1994 auf den Raketenkomplex D-9D modernisiert, aber bereits am 28. März 1995 außer Dienst gestellt. 1997 wurde es in eine Lagereinrichtung der Marine geschleppt und zum Abwracken vorbereitet.

### K-530
K-530 wurde am 5. November 1976 in Komsomolsk am Amur unter der Baunummer 228 auf Kiel gelegt und lief am 23. Juli 1977 vom Stapel. Das Boot fuhr mehrere Patrouillen. Bei einem dieser Einsätze gelang es der Mannschaft 1985, einer U-Jagd-Gruppe der NATO nach anfänglicher Entdeckung zu entkommen. Wegen der Überlastung während des Einsatzes versagte ein dampfgetriebener Generator auf K-530. Nach weiteren Einsätzen, unter denen auch ein erfolgreicher Raketenstart war, wurde das Boot 1995 außer Dienst gestellt und 2001 von der Werft „Stern“ bei Bolschoi Kamen verschrottet.

## Belege und Verweise